# Grand bouteiller de France
Il Grand bouteiller de France era il titolare di uno dei grandi uffici della Corona di Francia durante l'Ancien Régime.
Esso aveva ereditato le funzioni spettanti al bouteiller medievale, ovvero curare l'approvvigionamento di vino per la corte reale, imperiale o principesca. Poteva in certi casi anche assumere una funzione di coppiere, cioè essere chiamato a servire il vino al re durante le grandi occasioni. La figura comparve in Occidente durante l'epoca carolingia e la sua carica era una delle più alte del regno, insieme a quelle di cancelliere, camerario e siniscalco; si diffuse in tutto l'Occidente ed in Inghilterra, con il nome di butler, preposto sia a servire il vino al signore che a curare la gestione delle sue cantine. 
Durante la dinastia capetingia il bouteiller perse la funzione di coppiere e gestore delle cantine reali, e il suo divenne un incarico consistente nell'amministrazione delle vigne reali, funzione per la quale riceveva un canone su certe abbazie fondate dal re. Il bouteiller divenne allora uno dei principali ufficiali di corte, tanto da controfirmare spesso gli atti del re.
A partire dal XIV secolo, il bouteiller assunse il titolo di Grand bouteiller de France e nel XVI secolo era uno dei più importanti personaggi dello Stato. Poi, come fu per il gran maestro di Francia, la sua importanza politica diminuì gradatamente e la carica divenne puramente onorifica. La funzione fu soppressa dalla Rivoluzione francese.

## Elenco deiGrands bouteillers de France

Ornamenti esterni dello stemma da Grand bouteiller de France

- Hervé de Montmorency : verso il 1080.
- Louis de Senlis : prima del 1128.
- Guillaume de Senlis : 1129-1147.
- Guy III de Senlis : 1147.
- Guy IV de Senlis : 1223.
- Roberto di Courtenay.
- Étienne de Sancerre : prima del 1248.
- Jean d'Acre : prima del 1258.
- Guy de Chatillon : 25 maggio 1296.
- Henri de Sully : aprile 1317 - 1336[1].
- Miles de Noyers : 1336 – dopo il 1346.
- Jacques de Bourbon-Preaux : 1346-1417.
- Jean de Chalon : prima del 1350-1361.
- Jean de Sarrebruche : verso il 1370.
- Enguerrand VII di Coucy : verso il 1384.
- Guy Damas, seigneur de Cousan et de la Perrière : 15 maggio 1385 .
- Louis de Gyac : 1386-1389.
- Jacques de Bourbon : 26 luglio 1397.
- Charles de Savoisy : 1409-1413.
- Guillaume de Melun : 1399 - 21 luglio 1410.
- Pierre des Essarts : 21 luglio 1410.
- Valerano III di Lussemburgo-Ligny, conte di Saint-Pol : 29 ottobre 1410 - 9 febbraio 1412.
- Jean I de Croÿ : 9 febbraio 1412.
- Robert de Bar : prestò giuramento il 6 ottobre 1413, nonostante l'opposizione di Jean de Croy che aspirava al medesimo incarico.
- Jean de Craon : nominato nel 1413 in sostituzione di Charles de Savoisy.
- Jean d'Estouteville : 10 novembre 1415 in sostituzione di Robert de Bar.
- Jean I de Neuchâtel-Montaigu : 30 luglio 1418.
- Jacques de Dinan : esercitò la carica nel 1427.
- Jean de Rosnivinen : esercitò la carica nel 1442.
- Guillaume de Rosnivinen : 16 gennaio 1446 dietro le dimissioni in suo favore dello zio Jean.
- Louis d'Estouteville : esercitò la carica nel 1443.
- Antoine de Châteauneuf : verso il 1464.
- Jean du Fou : esercitò la carica nel 1470.
- 1498-1516 Charles de Rohan-Gié († 1528), conte di Guisa, signore di Gié.
- 1516-1519 François Baraton († 1519), signore de La Roche e de Champdité.
- 1520-1532 Adrien de Hangest († 1532), signore de Genlis.
- 1533-1563 Louis III de Bueil (1498-1563), conte di Sancerre.
- 1563-1638 Jean VII de Bueil († 1638), conte di Sancerre.
- 1638-1640 René de Bueil († 1640), conte di Sancerre e di Marans.
- 1640-16.. Jean VIII de Bueil († 1665), conte di Marans.
- 16..-16.. Pierre de Perrien († 1670), marchese di Crenan, dietro le dimissioni del conte di Marans, suo cognato.
- 16..-1702 Louis de Beaupoil de Saint-Aulaire (1663-1702), marchese di Lanmary, dietro le dimissioni del marchese di Crenan.
- 1703-1731 Marc-Antoine de Beaupoil de Saint-Aulaire (1689-1749), marchese di Lanmary, suo figlio, presta giuramento 1703 come grand-échanson de France (gran coppiere).
- 1731-1756 André de Gironde (1694-1770), conte di Buron, grand-échanson de France.
- 1756-1791 Eusèbe-Félix Chaspoux de Verneuil (1720-1791), marchese di Verneuil, grand-échanson de France.